# Имењаци
„Имењаци” је југословенска телевизијска серија снимљена 1983. године у продукцији Телевизије Београд.

## Улоге
| Глумац                 | Улога        |
| ---------------------- | ------------ |
| Ташко Начић            | (2 еп. 1983) |
| Миодраг Андрић         | (1 еп. 1983) |
| Мира Бањац             | (1 еп. 1983) |
| Миодраг Азањац         | (1 еп. 1983) |
| Мира Адања Полак       | (1 еп. 1983) |
| Миле Богдановић        | (1 еп. 1983) |
| Арсен Дедић            | (1 еп. 1983) |
| Мики Јевремовић        | (1 еп. 1983) |
| Мирјана Карановић      | (1 еп. 1983) |
| Миодраг Кривокапић     | (1 еп. 1983) |
| Миодраг Мики Крстовић  | (1 еп. 1983) |
| Лола Новаковић         | (1 еп. 1983) |
| Миодраг Петровић Чкаља | (1 еп. 1983) |
| Миодраг Поповић        | (1 еп. 1983) |
| Зоран Радмиловић       | (1 еп. 1983) |
| Миодраг Радовановић    | (1 еп. 1983) |
| Зоран Симјановић       | (1 еп. 1983) |
| Мира Ступица           | (1 еп. 1983) |
| Миодраг Тодоровић      | (1 еп. 1983) |
| Мира Траиловић         | (1 еп. 1983) |
| Мирјана Вукојчић       | (1 еп. 1983) |

Комплетна ТВ екипа ▼
| Редитељ    | Михаило Вукобратовић | (2 еп. 1983) |
| Сценариста | Душан Радовић        | (2 еп. 1983) |